# 卡爾迪 (密蘇里州)
卡爾迪（英語：Cardy），又名拉克羅斯（La Crosse），是位於美國密蘇里州梅肯縣的非建制地區。

## 歷史
卡爾迪的郵局（名為拉克羅斯）於1888年設立，其後於1957年停運。

## 地理
卡爾迪所處的海拔為高於海平面288米（即945英呎），而該地所採用的時區為UTC-6，即北美中部時區（CST）。同時該地設有夏令時間，為UTC-6調快一小時，即UTC-5（CDT）。